# Agriomelissa malagasy
Agriomelissa malagasy là một loài bướm đêm thuộc họ Sesiidae. Nó được tìm thấy ở Madagascar.